# 80 Dyce Airlink
80 Dyce Airlink was een buslijn van First ScotRail tussen Aberdeen Airport en station Dyce. De lijn was bedoeld om reizigers snel van het vliegveld naar Aberdeen en vice versa te vervoeren. Op station Dyce konden reizigers overstappen op de trein naar station Aberdeen (Aberdeen to Inverness Line).
De dienst startte op 15 december 2008, tegelijk met het instellen van een halfuurdienst voor treinen tussen Dyce en Aberdeen. De route liep vanaf het station naar het vliegveld en vervolgens langs de helikopterhaven (een van de drukste commerciële heliports ter wereld) en industrieterrein Kirkhill en dan weer terug naar het station. Tussen 6:45 en 19:00 uur reed er elke twintig minuten een bus, die er ongeveer een kwartier over deed.
In 2017 is de lijn opgeheven.